# Sorin Gheorghe Buta
Sorin Gheorghe Buta (n. 28 septembrie 1961 la Câmpulung, județul Argeș)
este un politician român, deputat în Parlamentul României în mandatul 2008-2012 din partea PDL Argeș. Sorin Gheorghe Buta a fost primar al orașului Câmpulung în perioada 1996 - 2000.  ,   Sorin Gheorghe Buta este căsătorit și are două fete.

## Controverse
Pe 26 ianuarie 2011 Gheorghe Buta a fost declarat colaborator de Înalta Curte de Casație și Justiție, decizia fiind definitivă.
Pe 11 martie 2014, procurorii DNA - Secția de Combatere a Infracțiunilor Conexe Infracțiunilor de Corupție au dispus începerea urmăririi penale a lui Sorin Buta, pentru operațiuni financiare incompatibile cu funcția, prin negocierea și semnarea unor contracte ale firmei la care soția sa era asociat. Sorin Gheorghe Buta a fost condamnat de ICCJ la un an și șase luni, cu suspendare.